# Crash Holly
Pour les articles homonymes, voir Lockwood.
Michael John Lockwood, né le 25 août 1971 à Anaheim et mort le 6 novembre 2003 à Navarre, est un catcheur (lutteur professionnel) américain .
Il a travaillé à la World Wrestling Federation / World Wrestling Entertainment (WWF/E) sous le nom de ring Crash Holly ou simplement Crash. Son gimmick était celui d'un catcheur hardcore capable de se sortir de situations difficiles grâce à la ruse, ce qui lui vaut le surnom de Houdini of Hardcore.
Il a travaillé pour le circuit indépendant et brièvement à la Extreme Championship Wrestling avant de signer un contrat avec la World Wrestling Federation en 1999. On le présente alors comme étant le cousin de Bob « Hardcore » Holly. Il y remporte une fois le championnat du monde par équipes de la WWF avec son « cousin » et a été 22 fois champion Hardcore et une fois champion européen de la WWF.
Il intègre ensuite la Total Nonstop Action Wrestling en 2003 jusqu'à sa mort la même année.

## Jeunesse
Lockwood se passionne pour le catch en regardant Bobby Heenan et Brady Boone dans les émissions de la World Wrestling Federation. Un de ses catcheurs préféré est Randy Savage.

## Carrière de catcheur

### Débuts (1989-1997)
Après le lycée, Lockwood essaie d'entrer dans l'école de catch de Buzz Sawyer mais Sawyer refuse de lui apprendre. Dans une interview fait en 2003, Lockwood déclare à ce propos que cela a été bénéfique car il a entendu parler de cette école plus en mal qu'en bien. Il économise 2 000 dollars pour entrer à l'école de catch de Woody Farmer.
Il commence sa carrière en 1989 et lutte alors sous le nom de Jonny Pearson en hommage au joueur de football américain Drew Pearson (en). Il change de nom de ring pour celui d'Erin O’Grady après une blessure à l'épaule. Avec ce nouveau nom de ring, il adopte aussi un gimmick de leprechaun. Il se fait connaître à la All Pro Wrestling (APW) et participe le 12 octobre 1996 à un tournoi pour désigner le premier champion poids lourd junior de l'APW. Il élimine Chris Cole en demi finale et échoue en finale face à Super Diablo. Super Diablo ne défend son titre dans les 30 jours et le promoteur de l'APW décide de le lui reprendre. O’Grady remporte ce titre le 22 mars 1997 en battant Donovan Morgan. Son règne prend fin le 10 mai après sa défaite face à Chris Cole.
À la fin de l'année 1997, il part en Pennsylvanie travailler à l'Extreme Championship Wrestling.

### World Wrestling Federation/Entertainment (1998-2003)

#### Passage dans les clubs-écoles (1998-1999)
Lockwood obtient un essai à la World Wrestling Federation (WWF) en janvier 1998 toujours sous le nom d'Erin O'Grady. Cet essai est concluant et Bruce Prichard lui annonce quelques semaines plus tard que la WWF lui propose un contrat que Lockwood accepte.
Il part à Memphis continuer son apprentissage à la Power Pro Wrestling (PPW) et continue de lutter sous le nom d'Erin O'Grady. Ily devient champion Young Guns le 7 novembre 1998 après sa victoire face à Kid Wikkid. Wikkid récupère ce titre quatre jours plus tard.
Il y remporte le championnat par équipes de la PPW avec Vic Grimes le 20 mars 1999 après leur victoire face à Derrick King et Kid Wikkid. Leur règne ne dure que deux semaines puisqu'il perdent ce titre dans un match revanche le 3 avril.

#### Alliance avec Hardcore Holly (1999-2001)

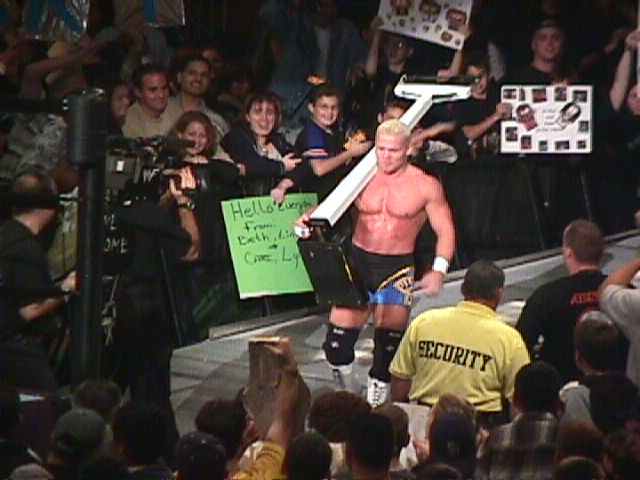
À la WWF, Crash Holly fait son entrée en portant une balance (1999).

Lockwood apparait pour la première fois à la WWF le 16 août 1999 sous le nom de Crash Holly durant un épisode de RAW is War. Ce jour-là, Bob « Hardcore » Holly le présente comme étant son cousin et déclare qu'il est dans la catégorie des super-lourd. Six jours plus tard à SummerSlam, il s'allie avec Hardcore Holly et participent à un match par équipes à élimination les opposant à Edge et Christian, Droz et Prince Albert, Mideon et Viscera, les Hardy Boyz et The Acolytes. Les Holly sont les derniers à être éliminés par The Acolytes.
À No Mercy 1999, ils battent l'équipe New Age Outlaws par disqualification. La nuit suivante à Raw Is War, ils battent la Rock 'n' Sock Connection pour le titre de champions par équipe de la WWF. Ils perdent les titres le 4 novembre face à Mankind et son nouveau partenaire Al Snow lors d'un épisode de SmackDown.
Début 2000, il rejoint la division hardcore et remporte le premier de ses vingt-deux titres hardcore le 24 février à SmackDown! en battant Test. Il introduit la règle du « 24/7 » qui signifie que le titre doit être défendu « 24 heures sur 24, 7 jours sur 7 » tant qu'un arbitre officiel est présent. Ceci amène de nombreux moments comiques, notamment une fois où la ceinture changeait de mains alors que le champion était endormi, Lockwook était fréquemment attaqué par d'autres catcheurs dans des lieux improbables, y compris un aéroport, un restaurant, un parc d'attraction ou encore un cirque,,. Cette storyline le rend populaire et le fait qu'il réussisse toujours à regagner le titre en utilisant la ruse lui vaut le surnom de Houdini of Hardcore.
Pendant son séjour dans la division hardcore, il est en rivalité avec les membres de la Mean Street Posse, Peter Gasperino, Rodney Leinhardt et Jason Arhndt. Il est également amené à défendre le titre face à des non catcheurs dont des arbitres et des agents tels que Gerald Brisco et Pat Patterson.
Il entre également en course pour le titre de champion européen de la WWF qu'il remporte à Rebellion 2000 face à William Regal mais ce dernier récupère son titre deux plus tard.
En 2001, les cousins Holly commencent une rivalité avec les Dudley Boyz au cours de laquelle, Molly Holly entame une relation avec Spike Dudley, conduisant à des conflits internes au sein de chaque famille, amenant à une sorte de Roméo et Juliette.
Le 18 mars 2001 à Heat, Lockwood remporte le titre de champion mi-lourd de la WWF en battant Dean Malenko. Il garde le titre plus d'un mois avant de le perdre à Heat le 29 avril face à Jerry Lynn qui fait ses débuts à la WWE. En mai 2001, les cousins Holly sont brièvement réunis mais catchent rarement ensemble.

#### SmackDown! (2002-2003)
Lorsque la WWF est rebaptisée World Wrestling Entertainment puis divisée en deux émissions, Lockwood est intégré à Raw. Cinq mois plus tard, il part à SmackDown. Son premier match dans cette division a lieu le 5 septembre, où il bat The Hurricane. Il entame une rivalité avec le champion poids-moyen Jamie Noble pour le titre. Le 3 octobre, à SmackDown, Noble défait Holly pour conserver le titre.
Le 19 décembre, il fait équipe avec Bill DeMott face à Noble et Nunzio.
Lockwood et DeMott gagné le match, mais DeMott se retourne ensuite contre son équipier. Cela les mènent à un match la semaine suivante à SmackDown, où Holly est battu.
Après une absence de 4 mois, il revient à SmackDown le 24 avril 2003 et rejoint Matt Hardy et Shannon Moore dans le cadre du clan Mattitude Followers en tant qu'apprenti supposé de Moore. Mais il échoue à recréer son succès passé et la WWE met fin à son contrat le 30 juin 2003.

### Total Nonstop Action Wrestling (2003)
En 2003 Lockwood catch à la Mid-Eastern Wrestling Federation où il devient Cruiserweight Champion et à la Supreme Pro Wrestling en où il remporte le titre de Champion par équipe avec Hook Bomberry.
La même année, il signe également un contrat avec la Total Nonstop Action Wrestling (TNA) en juillet. Il y fait ses débuts le 23 juillet en tant que Mad Mikey et se fait battre par Elix Skipper qui avait lancé un défi ouvert à tous. Fin 2003, pour son dernier match, lui et Rory Fox défont Quiten Lee et The Human Time Bomb.

## Vie privée
En 1999, il rencontre sa femme, N'keigh Wheeler, qui escorte Mark Henry sur le ring à Unforgiven, à Charlotte, en Caroline du Nord, et l'épouse la même année. En 2002 alors qu'il travaille pour la WWE, il ouvre l'école de catch Crash Holly's School of Professional Wrestling à Salisbury en Caroline du Nord, la ville où sa femme a grandi.
Lockwood décède à l'âge de 32 ans le 6 novembre 2003 alors qu'il se trouvait chez le catcheur Stevie Richards en Floride où il a été retrouvé mort, le visage couvert de vomi. Le médecin légiste conclut à un suicide par ingestion d'une combinaison mortelle d'analgésiques. Il est enterré à China Grove dans le Comté de Rowan en Caroline du Nord.

## Palmarès
- All Pro Wrestling (APW)
  - 1 fois champion poids lourd junior de l'APW[5]
- International Wrestling Association Porto Rico (IWA)
  - 1 fois champion poids lourd junior de l'IWA[35]
- Mid-Eastern Wrestling Federation (MEWF)
  - 1 fois champion poids lourd légers de la MEWF[29]
- Power Pro Wrestling (PPW)
  - 1 fois champion par équipes de la PPW avec Vic Grimes[11]
  - 1 fois champion Young Guns PPW[9]
- Supreme Pro Wrestling (SPW)
  - 1 fois champion par équipes de la SPW avec Hook Bomberry[1]
- World Wrestling Federation / World Wrestling Entertainment (WWF / WWE)
  - 1 fois champion européen de la WWF[36]
  - 22 fois champion hardcore de la WWF / WWE[16]
  - 1 fois champion des poids mi-lourd de la WWF[21]
  - 1 fois champion du monde par équipes de la WWF avec Hardcore Holly[15]

## Récompenses des magazines
- Pro Wrestling Illustrated
  - 3e catcheur le plus inspiré de l'année 2000[37]

| Année | 1998 | 1999       | 2000 | 2001 | 2002 | 2003 |
| ----- | ---- | ---------- | ---- | ---- | ---- | ---- |
| Rang  | 285  | Non classé | 36   | 74   | 153  | 124  |

## Hommages
Le monde du catch lui a rendu plusieurs hommages notamment la New Breed Wrestling Association qui en mars 2005 tient le Mike Lockwood Memorial Tournament (tournoi à la mémoire de Mike Lockwood) remporté par son ancien entraîneur Michael Modest.
Lors de ECW One Night Stand 2005 du 12 juin, il apparaît dans le segment ECW Remembers qui honore d'anciens catcheurs de la ECW décédés depuis 2000.
En août 2005, Nora Greenwald (Molly Holly) publie un DVD autobiographique intitulé Nora Greenwald: Shootin' the Shi Crap dont une partie des profits de la vente est reversée à la fille de Lockwood pour son éducation.